# Маршалловско-мексиканские отношения
Маршалловско-мексиканские отношения — двусторонние дипломатические отношения между Маршалловыми Островами и Мексикой. Государства являются полноправными членами Организации Объединённых Наций (ООН).

## История
Маршалловы Острова и Мексика установили дипломатические отношения 28 января 1993 года, которые развивались в основном в рамках многосторонних форумов.
В марте 2002 года президент Маршалловых Островов Кесаи Геса Ноте посетил Монтеррей, чтобы принять участие в Международной конференции по финансированию развития вместе со своим мексиканским коллегой Висенте Фоксом .
В ноябре 2010 года правительство Маршалловых Островов направило делегацию из двенадцати человек для участия в Конференции Организации Объединённых Наций по изменению климата 2010 года в Канкуне (Мексика).

## Дипломатические представительства
- Маршалловы Острова не имеют дипломатического представительства в Мексике.
- Интересы Мексики на Маршалловых Островах представлены через посольство в Маниле (Филиппины)[4].